# Meacham (Oregon)
Meacham (korábban Encampment) az Amerikai Egyesült Államok Oregon államának Umatilla megyéjében, az Umatilla Nemzeti Erdőben elhelyezkedő statisztikai település, a Pendleton–Hermiston mikrostatisztikai körzet része. A 2020. évi népszámláláskor 85 lakosa volt.

## Története
Egykor érintette a Union Pacific Railroad vasútvonala. 1844-ben Henry A. G. Lee őrnagy Lee’s Encampment néven katonai tábort létesített. Meacham névadói Harvey J. és Alfred B. Meacham, az 1860-as és 1870-es években működő postakocsi-állomás üzemeltetői. Encampment postája 1862-ben nyílt meg; a név 1890-ben változott Meachamre.
1923. július 3-án Warren G. Harding elnök az Oregon Trail nyolcvanadik évfordulója alkalmából a településre látogatott. Július 4-én Pendletonban mondott beszédet, amikor feleségét, Florence Hardinget a „Harding-dizájn” néven ismertté vált kendővel ajándékozták meg. Helyi szájhagyomány alapján az elnök szerint Meacham aznapra az ország fővárosa lett, de a beszéd leiratában nincs erre utalás.

## Éghajlat
A település éghajlata mediterrán (a Köppen-skála szerint Csa). 1933 februárjában -47 °C-ot mértek.
| Hónap                                                                               | Jan.  | Feb.  | Már.  | Ápr.  | Máj. | Jún. | Júl. | Aug. | Szep. | Okt.  | Nov.  | Dec.  | Év    |
| ----------------------------------------------------------------------------------- | ----- | ----- | ----- | ----- | ---- | ---- | ---- | ---- | ----- | ----- | ----- | ----- | ----- |
| Rekord max. hőmérséklet (°C)                                                        | 14,0  | 16,0  | 24,0  | 27,0  | 32,0 | 39,0 | 39,0 | 41,0 | 37,0  | 29,0  | 22,0  | 18,0  | 41,0  |
| Átlagos max. hőmérséklet (°C)                                                       | 8,7   | 10,7  | 14,6  | 20,2  | 25,9 | 29,5 | 33,3 | 33,1 | 30,6  | 23,7  | 14,9  | 8,7   | 21,2  |
| Átlaghőmérséklet (°C)                                                               | −1,8  | 0,7   | 1,7   | 4,8   | 8,7  | 12,1 | 15,7 | 15,1 | 11,3  | 6,2   | 1,4   | −2,3  | 6,2   |
| Átlagos min. hőmérséklet (°C)                                                       | −19,2 | −15,9 | −12,6 | −6,9  | −3,8 | −0,2 | 1,8  | 1,5  | −2,2  | −6,8  | −12,1 | −17,6 | −7,8  |
| Rekord min. hőmérséklet (°C)                                                        | −35,0 | −32,0 | −24,0 | −15,0 | −7,0 | −4,0 | −2,0 | −3,0 | −10,0 | −22,0 | −28,0 | −33,0 | −35,0 |
| Átl. csapadékmennyiség (mm)                                                         | 115   | 91    | 104   | 100   | 90   | 56   | 15   | 22   | 31    | 72    | 123   | 131   | 950   |
| Forrás: Nemzeti Óceán- és Légkörkutatási Hivatal és Western Regional Climate Center |       |       |       |       |      |      |      |      |       |       |       |       |       |

## Fordítás
- Ez a szócikk részben vagy egészben  a   Meacham, Oregon című angol Wikipédia-szócikk ezen változatának fordításán alapul.  Az eredeti cikk szerkesztőit annak laptörténete sorolja fel. Ez a jelzés csupán a megfogalmazás eredetét és a szerzői jogokat jelzi, nem szolgál a cikkben szereplő információk forrásmegjelöléseként.